# Prostitution enfantine
Pour des articles plus généraux, voir Prostitution forcée et Exploitation sexuelle des enfants à des fins commerciales.

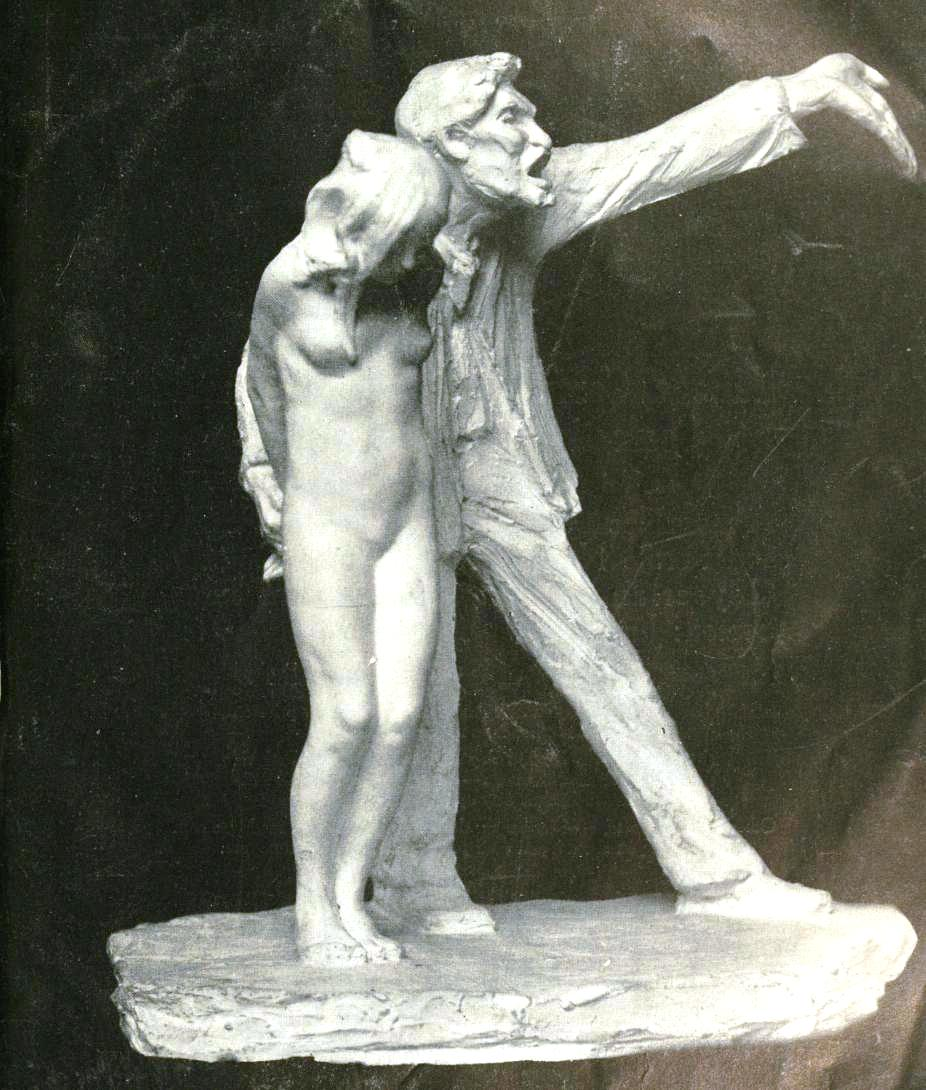
The White Slave (1913), sculpture en plâtre d'Abastenia St. Leger Eberle.

La prostitution enfantine, également appelée prostitution infantile, prostitution juvénile ou encore prostitution de mineurs, est une prostitution impliquant un enfant. C'est une forme d'exploitation sexuelle commerciale des enfants. Le terme se réfère habituellement à la prostitution d'un mineur ou d'une personne en dessous de l'âge légal du consentement. Dans la plupart des pays, la prostitution des enfants est illégale dans le cadre d'une interdiction générale de la prostitution.
La prostitution des enfants se manifeste généralement sous la forme d'un trafic d'enfants sexuel, dans lequel un enfant est enlevé ou trompé pour l'immiscer dans le commerce du sexe, ou de ce que l'on nomme le « sexe de survie », dans lequel l'enfant s'engage dans des activités sexuelles pour se procurer des éléments essentiels comme nourriture et abri. La prostitution des enfants est généralement associée à la pornographie juvénile et les deux activités se chevauchent souvent. Certaines personnes se rendent dans des pays étrangers pour pratiquer le tourisme sexuel avec des enfants. La recherche suggère qu'il pourrait y avoir jusqu'à 10 millions d'enfants impliqués dans la prostitution dans le monde entier[réf. nécessaire]. Le problème est le plus sévère en Amérique du Sud et en Asie, mais la prostitution des enfants existe à l'échelle mondiale, y compris dans les pays développés. La plupart des enfants impliqués dans la prostitution sont des filles, malgré une augmentation du nombre de jeunes garçons dans ce commerce.
L’Organisation des Nations unies (ONU) et le Conseil de l'Europe ont déclaré que la prostitution des enfants était illégale en vertu du droit international. Diverses campagnes et organisations ont été créées pour protester contre son existence.

## Définition

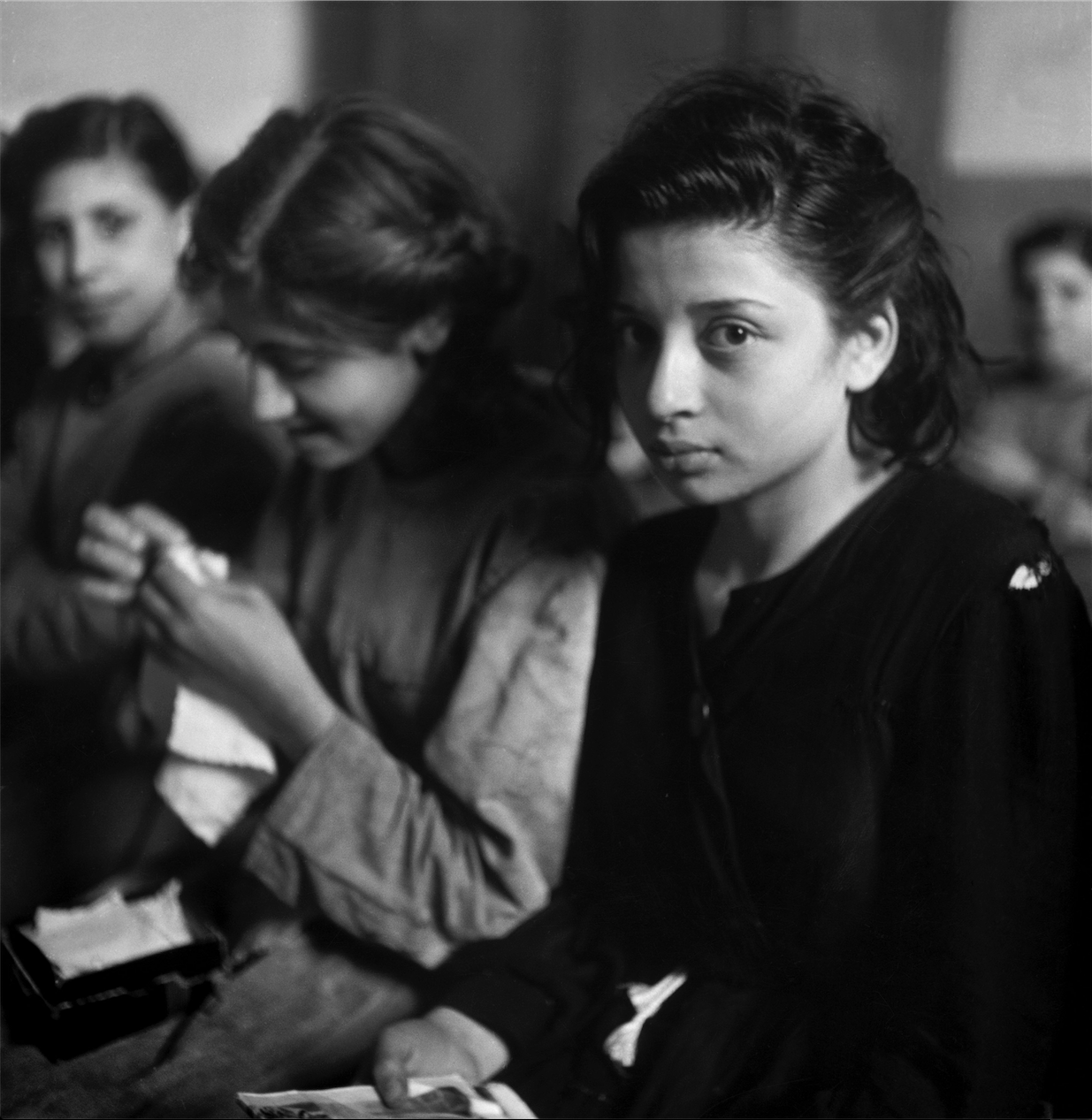
Une fillette victime d'exploitation sexuelle à des fins commerciales en 1948 (photo prise dans la maison de correction Albergo dei Poveri à Naples).

Plusieurs définitions ont été proposées pour la prostitution infantile. L’Organisation des Nations unies la définit comme « l'acte d'engager ou d'offrir les services d'un enfant pour accomplir des actes sexuels avec cette personne ou toute autre personne ». La Convention relative aux droits de l'enfant sur la vente d'enfants, la prostitution des enfants et la pornographie juvénile définit la pratique comme étant « l'acte d'obtenir, de procurer ou d'offrir les services d'un enfant ou d'inciter un enfant à accomplir des actes sexuels quelle que soit la forme de compensation ou de récompense ». Ces deux définitions soulignent que l'enfant est victime d'une exploitation, même si un consentement apparent est donné. La Convention sur les pires formes de travail des enfants, 1999 (Convention no 182) de l'Organisation internationale du travail (OIT) la décrit comme « l'utilisation, le recrutement ou l'offre d'un enfant pour la prostitution ».
Selon le Bureau international du Travail à Genève, la prostitution des enfants et la pornographie juvénile sont les deux formes principales d'exploitation sexuelle des enfants. La première est parfois utilisée pour décrire le concept plus large d'exploitation sexuelle commerciale des enfants (CSEC). Il exclut d'autres manifestations identifiables du CSTC, telles que l'exploitation sexuelle à des fins commerciales par le mariage des enfants, le travail domestique des enfants et le trafic d'enfants à des fins sexuelles.
La terminologie appliquée à la pratique est un sujet de contestation. Le ministère de la Justice des États-Unis déclare : « « Le terme lui-même implique l'idée de choix, alors qu'en fait ce n'est pas le cas ». Les groupes qui s'opposent à la pratique croient que les termes « prostitution enfantine » (child prostitution) et « prostitué enfant », hild prostitute, portent Les connotations problématiques étant donné que les enfants ne sont  pas censés pouvoir prendre des décisions éclairées au sujet de la prostitution. En alternative, ils utilisent les termes « enfants prostitués » prostituted children et « exploitation sexuelle commerciale des enfants ».

## Prévalence
La prostitution des enfants existe dans tous les pays, bien que le problème soit important en Amérique du Sud et en Asie. Le nombre d'enfants prostitués augmente dans d'autres régions du monde, y compris en Amérique du Nord, en Afrique et en Europe. Les statistiques exactes sont difficiles à obtenir, mais on estime qu'il y a environ 10 millions d'enfants impliqués dans la prostitution dans le monde entier[réf. nécessaire].
À l'échelle mondiale, la prostitution enfantine concerne jusqu'à 10 millions de mineurs[réf. nécessaire].
| Pays                   | Nombre d'enfants impliqués dans la prostitution[Quand ?] | Commentaires | Références |
| ---------------------- | -------------------------------------------------------- | --- | ---------- |
| Australie              | 4 000                                                    | | [ 2 ]      |
| Bangladesh             | 10 000 - 29 000                                          | | [ 3 ]      |
| Brésil                 | 250 000 - 500 000                                        | Le Brésil est considéré comme ayant le pire niveau de trafic sexuel d'enfants après la Thaïlande.                                                         | [ 4 ]      |
| Cambodge               | 30 000                                                   | | [ 5 ]      |
| Chili                  | 3 700                                                    | Le nombre d'enfants impliqués dans la prostitution est censé être en déclin.                                                                              | [ 6 ]      |
| Colombie               | 35 000                                                   | Entre 5 000 et 10 000 sont dans les rues de Bogotá. | [ 7 ]      |
| République Dominicaine | 25 000                                                   | | [ 8 ]      |
| Équateur               | 5 200                                                    | | [ 9 ]      |
| France                 | de 3000 à 8000                                           | | [ 10 ]     |
| Inde                   | 1 200 000                                                | En Inde, les enfants représentent 40 % des personnes impliquées dans la prostitution.                                                                     | [ 11 ]     |
| Indonésie              | 40 000 - 70 000                                          | L'UNICEF déclare que 30 % des femmes en prostitution ont moins de 18 ans.                                                                                 | ,          |
| Malaisie               | 43 000 - 142 000                                         | |            |
| Mexique                | 16 000 - 20 000                                          | Parmi les 13 000 enfants de la rue de Mexico, 95 % ont déjà eu au moins une rencontre sexuelle avec un adulte (beaucoup d'entre eux par la prostitution). | [ 14 ]     |
| Népal                  | 200 000                                                  | |            |
| Pérou                  | 500 000                                                  | | [ 8 ]      |
| Philippines            | 60 000 - 100 000                                         | | [ 15 ]     |
| Sri Lanka              | 40 000                                                   | L'UNICEF déclare que 30 % des femmes prostituées ont moins de 18 ans.                                                                                     | [ 16 ]     |
| Taïwan                 | 100 000                                                  | | [ 8 ]      |
| Thaïlande              | 200 000 - 800 000                                        | | [ 17 ]     |
| États-Unis             | 100 000                                                  | | [ 18 ]     |
| Vénézuela              | 40 000                                                   | | [ 8 ]      |
| Zambie                 | 70 000                                                   | | [ 19 ]     |

## Europe

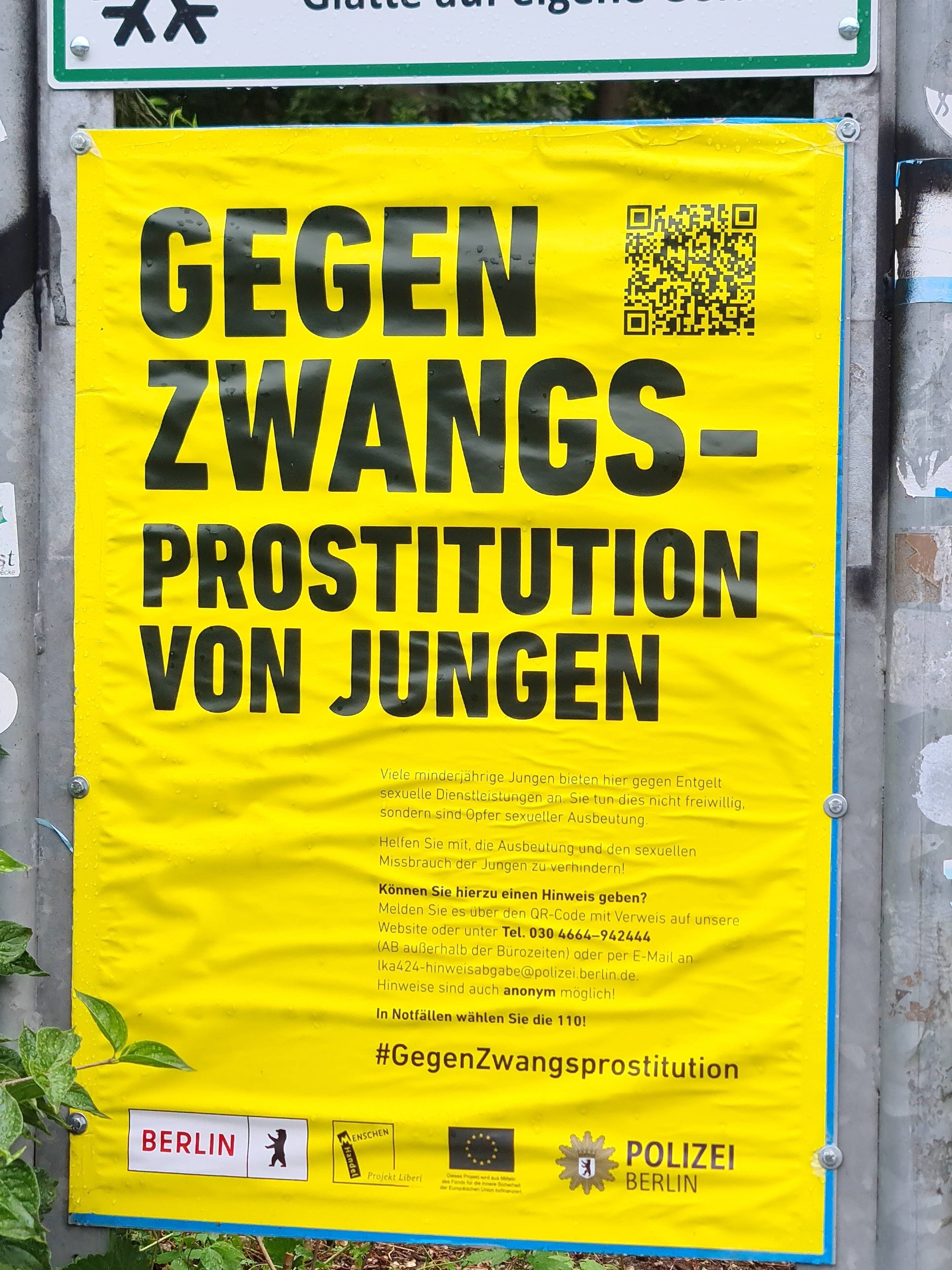
Campagne contre la prostitution enfantine en Allemagne.

La prostitution enfantine n'est pas absente en Europe.
En Europe centrale, après la chute du communisme, les médias observent un développement de la prostitution enfantine. Des réseaux de pédophilie sont identifiées en République tchèque qui fournissent en photographies et en films des réseaux internationaux. En Hongrie, le phénomène atteint une telle ampleur dans les années 1990 que la presse qualifie le pays de « Bangkok de l'Europe ». Les réalisateurs étrangers de films pornographiques s'y bousculent. Selon Le Soir, « beaucoup d'enfants tziganes sont victimes de ces pratiques ». L'existence de ces réseaux est présumée dans certains pays comme la Bulgarie. La chute du communisme est accompagnée par un « tourisme sexuel ». Parmi les nombreuses prostituées, des adolescentes offrent leurs services. Ces phénomènes touchent également la Roumanie, les pays de l'ex-Yougoslavie et l'Autriche où des mineurs se prostituent dans certains quartiers de la capitale. En 1996, un pays comme la Roumanie n'a aucune législation sur la prostitution enfantine.
Par la suite, la Roumanie est le pays d'où viennent la plus grande partie des mineurs exploités en Europe de l'Ouest. Le recrutement de prostituées mineures concernerait majoritairement des jeunes filles des campagnes. L'entrée de la Roumanie et de la Bulgarie dans l'Union européenne permet à la prostitution de Roumaines et Bulgares vers l’ouest à nouveau de se développer. Plusieurs affaires évoquées par les médias concernent des enfants roms ,,,, mais, selon Olivier Peyroux, ces situations ne seraient pas spécifique « aux Roms » d’Europe de l'Est.
En France, l'Office central pour la répression de la traite des êtres humains (OCRTEH) note de très fortes augmentations de la prostitution des mineurs depuis 2014. En 2018, la procureure générale de la cour d'appel de Paris, Catherine Champrenault, alerte sur l'augmentation des faits de « proxénétisme des cités », touchant de jeunes femmes, parfois mineures. Selon l'OCRTEH, le nombre de mineures victimes de proxénétisme serait passé de 28 en 2014 à 198 en 2020, soit une augmentation de 600 % Entre 2015 et 2024, le nombre d'enquêtes menées par l'OCRTEH pour prostitution de mineurs est multiplié par dix.

### Royaume-Uni
Au Royaume-Uni, après plusieurs affaires d'exploitation sexuelle de mineurs ayant eu un grand retentissement dans les années 2010, comme l'affaire des viols collectifs de Rochdale ou de Rotherham, où plutôt que de se voir offrir une protection, les adolescentes formées et contraintes à avoir des relations sexuelles ont été accusés de prostitution par les services de police, les filles maltraitées, étant souvent considérées comme des fauteurs de troubles, il est proposé l'abolition du terme « prostitution des enfants » au profit du terme exploitation sexuelle des enfants, utilisé pour la première fois en 2009 dans un document du ministère de l'Éducation. Dans le cadre du procès des viols collectifs de Rochdale, le chef de file du gang, Shabir Ahmed, 59 ans, soutenait ainsi que les filles étaient des « prostituées » qui dirigeaient un « empire commercial ». Dans l'affaire des viols collectifs de Telford, les enfants victimes étaient également considérés comme des prostitués par l'administration. Les accusés seront condamnés pour viol, proxénétisme de mineure, incitation à la prostitution et trafic sexuel d'être humain.
On estime que, depuis le début des années 1980 jusqu'au début des années 2010, dans des villes d'Angleterre, plus de 4 000 enfants ont été abusés sexuellement, parfois torturés, parfois prostitués par des bandes criminelles organisées ou des groupes informels d'hommes,.
En 2023, un rapport gouvernemental dénombre près de 700 nouvelles infractions liées à l’exploitation sexuelle en bande organisée.
En juin 2025, à la suite de la publication du « rapport accablant » de Louise Casey concernant les activités des gangs pédocriminels au Royaume-Uni et mettant en lumière « des décennies de négligence de la part des autorités locales face à des abus systémiques », le Premier ministre Keir Starmer présente ses excuses aux milliers de victimes, après avoir initialement refusé d’ouvrir une enquête nationale.